# Bobozioli Loloanaa
Bobozioli Loloanaa is een bestuurslaag in het regentschap Nias van de provincie Noord-Sumatra, Indonesië. Bobozioli Loloanaa telt 2042 inwoners (volkstelling 2010).